# Frank Bell
Francis Jardine „Frank“ Bell (* 28. Januar 1840 in Toronto, Ontario; † 13. Februar 1927 in Oakland, Kalifornien) war ein US-amerikanischer Politiker und von 1890 bis 1891 Gouverneur des Bundesstaates Nevada.

## Frühe Jahre
Francis Bell war ein entfernter Cousin von Alexander Graham Bell, der als Miterfinder des Telefons gilt. Er besuchte die öffentlichen Schulen seiner kanadischen Heimat. 1858 kam er nach Nevada und leitete die überregionale Verkabelung für die neue Telegrafen-Technik bis 1860. Danach war er ein Angestellter der Telegrafen-Gesellschaft und gehörte zum Personenkreis, der 1864 die Konstitutionelle Verfassung Nevadas nach Washington, D.C. durchtelegrafierte. Er war die erste Person, die in Nevada das Telefon vorführte.

## Politische Laufbahn
Bell wurde Mitglied der Republikanischen Partei. Zwischen 1883 und 1887 arbeitete er als Leiter des Staatsgefängnisses von Nevada. Ab 1889 war er Vizegouverneur dieses Staates. Als am 21. September 1890 Gouverneur Charles Clark Stevenson verstarb, musste Bell als dessen Stellvertreter die angebrochene Amtszeit beenden. Das umfasste in diesem Fall den Zeitraum bis zum 5. Januar 1891. In dieser Zeit setzte er im Wesentlichen die Politik seines Vorgängers fort. Er war der erste nicht in den USA geborene Gouverneur von Nevada.
Nach seiner Gouverneurszeit war er zwischen 1893 und 1895 nochmals Leiter der staatlichen Strafanstalt. Von 1905 bis 1909 war Bell Friedensrichter in Reno. Er starb am 13. Februar 1927. Mit seiner Frau Mary Poore hatte er zwei Kinder.